# Al șaptelea continent (film din 1976)
Al șaptelea continent  (titlul original: în engleză At the Earth's Core) este un film de aventuri, coproducție anglo-americană, realizat în 1976 de regizorul Kevin Connor, după romanul omonim al scriitorului Edgar Rice Burroughs (creatorul personajului Tarzan), protagoniști fiind actorii Doug McClure, Peter Cushing, Caroline Munro și Cy Grant. 

## Conținut
Sub atenția deosebită a publicului și a presei, Dr. Perry și asistentul său David încep să lucreze cu o mașină uriașă de sfredelit pământul, pentru a explora interiorul lui. După o călătorie turbulentă prin labirinturile din interiorul pământului unde întâlnesc tot felul de animale preistorice și oameni ai cavernelor, ei ajung pe tărâmul Pellucidar, unde domnește o specie inteligentă de reptile zburătoare, Maharii de Pellucidar.

## Distribuție
- Doug McClure – David Innes
- Peter Cushing – Dr. Abner Perry
- Caroline Munro – prințesa Dia
- Cy Grant – Ra
- Godfrey James –  Ghak
- Sean Lynch – Hoojah
- Keith Barron – Dowsett
- Helen Gill – Maisie
- Anthony Verner – Gadsby
- Robert Gillespie – fotograful
- Michael Crane – Jubal
- Bobby Parr – șeful Sagoth
- Andee Cromarty – o sclavă